# Kotajärvi (Jukkasjärvi socken, Lappland)
Kotajärvi är en sjö i Kiruna kommun i Lappland och ingår i Torneälvens huvudavrinningsområde. Sjön har en area på 0,0831 kvadratkilometer och ligger 275,1 meter över havet. Kotajärvi ligger i Torne och Kalix älvsystem Natura 2000-område. Sjön avvattnas av vattendraget Airijoki.

## Delavrinningsområde
Kotajärvi ingår i det delavrinningsområde (752882-174236) som SMHI kallar för Mynnar i Vittangiälven. Medelhöjden är 299 meter över havet och ytan är 19,82 kvadratkilometer. Räknas de 3 avrinningsområdena uppströms in blir den ackumulerade arean 29,01 kvadratkilometer. Airijoki som avvattnar avrinningsområdet har biflödesordning 3, vilket innebär att vattnet flödar genom totalt 3 vattendrag innan det når havet efter 325 kilometer. Avrinningsområdet består mestadels av skog (62 procent) och sankmarker (28 procent). Avrinningsområdet har 0,08 kvadratkilometer vattenytor vilket ger det en sjöprocent på 0,4 procent.